# جورج اچ هرمان
جورج اچ. هرمان (به انگلیسی: George H. Hermann) ‏ (۶ اوت ۱۸۴۳–۲۱ اکتبر ۱۹۱۴) کارآفرین مقیم هوستون، تگزاس بود. او در جنگ داخلی آمریکا طرفدار کنفدراسیون بود. او در معاملات محصولات چوب و گاو فعالیت داشت. او در املاک و مستغلات سرمایه‌گذاری کرد و یک سرمایه‌گذار اولیه در حوزه‌های نفتی در اطراف هامبل، تگزاس بود، که منجر به یک بحران مالی به علت اعتصاب شد. بعد از مرگ وی اموال او عمدتاً ملی شد، از جمله زمین برای موزه هنرهای زیبا هوستون و پارک هرمان. زمین و دارایی‌های دیگر او بودجه بنیاد بیمارستان هرمان را تأمین می‌کند.

## زندگی کوتاه
جورج هنری هرمان در ۶ اوت ۱۸۴۳ از پدر و مادر به نام‌های جان و فانی (میچل) هرمان در هیوستون متولد شد. هر دو والدین اصالتاً ساکن داووس بودند. پدرش در جنگ واترلو جنگید بود و قبل از ازدواج به ایالات متحده سفر کرد بود. جان و فانی قبل از اینکه در سال ۱۸۳۸ در هوستون سکنی گزینند، به ایالات متحده و مکزیک سفر کردند. جان به عنوان یک نانوا و در کارخانجات لبنی مشغول به کار بود در حالیکه املاک و مستغلات را در همان هنگام جمع می‌کرد. جورج یکی از هفت فرزند خانواده بود، که زنده ماند.

## حرفه
در حالی که هنوز یک نوجوان بود، هرمان با یک شرکت سواره نظام شریک شد و از طریق این شراکت در جنگ داخلی خدمت نمود. پس از جنگ، او در تجارت گاو و املاک و مستغلات مشغول به کار بود، و آمده کارش فروش چوب و محصولات چوبی بود.

## مرگ و میراث
هرمان در ۲۱ اکتبر ۱۹۱۴ در بالتیمور کشته شد. او در گورستان گلنوود در هوستون دفن شد. بزرگ‌ترین میراث هرمان در دو مؤسسه هوستون وجود دارد: پارک هرمان و بیمارستان یادبود هرمان در مرکز پزشکی تگزاس.
هرمان ملکی با ارزش به مبلغ ۲٫۶ میلیون دلار را برای ایجاد یک بیمارستان اختصاص داد. بنیاد بیمارستان هرمان درآمد حاصل از فروش آب معدنی موجود در املاک او و مؤسسه املاک و مستغلات هرمان هزینه‌های این بیمارستان را تأمین می‌کند. املاک هرمان همچنین زمینی برای موزه هنرهای زیبای هوستون را اختصاص داد.